# Provincia de Mikkeli
La provincia de Mikkeli (en finés: Mikkelin lääni, en sueco: S:t Michels län) fue una provincia de Finlandia desde 1831 hasta 1997. La provincia llevaba el nombre de la ciudad de Mikkeli.
Partes de la provincia fueron transferidas a la provincia de Finlandia Central en 1960. En 1997 se fusionó con las provincias de Kuopio y de Carelia del Norte para formar la nueva provincia de Finlandia Oriental.

Escudo entre 1831 y 1917
Escudo después de 1917

## Municipios en 1997

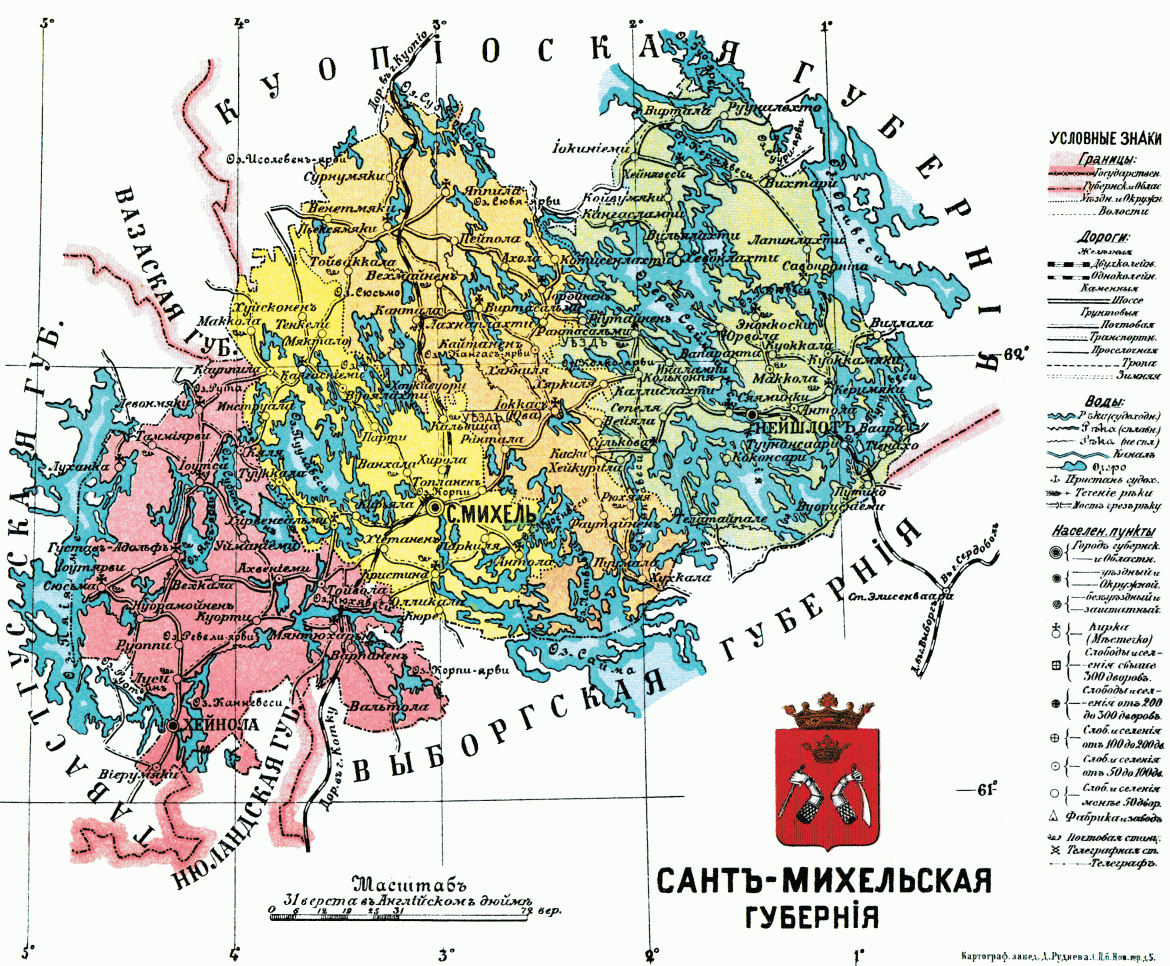
La gobernación de Sankt Mikhel en el Imperio ruso, 1913.

Nota: ciudades en negrita
|  | - Anttola - Enonkoski - Hartola - Haukivuori - Heinola - Heinävesi - Hirvensalmi | - Joroinen - Juva - Jäppilä - Kangaslampi - Kangasniemi - Kerimäki - Mikkeli | - Mikkelin mlk - Mäntyharju - Pertunmaa - Pieksämäki - Pieksämäen mlk - Punkaharju - Puumala | - Rantasalmi - Ristiina - Savonlinna - Savonranta - Sulkava - Sysmä - Virtasalmi |

## Municipios anteriores
Desmantelados antes de 1997
|  | - Heinolan mlk - Sääminki |

## Gobernadores
- Abraham Joakim Molander-Nordenheim (1831-1837)
- Gabriel Anton Cronstedt (1837-1840)
- Otto Abraham Boije (1840-1847)
- Alexander Thesleff (1847-1853)
- Carl Fabian Langenskiöld (1853-1854)
- Carl Emil Cedercreutz (1854-1856)
- Bernhard Indrenius (1856)
- Samuel Werner von Troil (1856-1863)
- Theodor Sebastian Gustaf Thilén (1863-1869)
- Carl Gustav Mortimer von Kraemer (1869-1873)
- Edvard Reinhold von Ammondt (1874-1875)
- Hjalmar Sebastian Nordenstreng (1876-1883)
- August Alexander Järnefelt (1883-1884)
- Gustav Axel Samuel von Troil (1884-1889)
- Johannes Gripenberg (1889-1891)
- Knut Robert Carl Walfrid Spåre (1891-1899)
- Lennart Fritiof Munck (1900-1903)
- Aleksander Watatzi (1903-1905)
- Anton Leonard von Knorring (1905-1910)
- Eliel Ilmari Vuorinen (1910-1911)
- Leo Aristides Sirelius (1911-1916)
- Nikolai Sillman (1916-1917)
- Aleksanteri August Aho (1917)
- Ernst Edvard Rosenqvist (1918-1927)
- Albin Pulkkinen (1927-1933)
- Emil Jatkola (1933-1948)
- Alpo Lumme (1949-1957)
- Urho Kiukas (1957-1970)
- Viljo Virtanen (1970-1979)
- Uuno Voutilainen (1979-1989)
- Juhani Kortesalmi (1989-1997)

- Datos: Q1200972
- Multimedia: Sankt Mikhel Governorate / Q1200972